# Стет
«Стет» (англ. «Stet», стилізовано як «СТЕТ», англ. «STET») — науково-фантастичне оповідання Сари Ґейлі про самокеровані автівки. Вперше опубліковано у журналі Fireside Magazine у жовтні 2018.

## Синопсис
«Стет» — наукова праця, що аналізує принципи, за якими легкові автомобілі приймають рішення.

## Оцінки
Оповідання отримало нагороду Премія «Г'юго» за найкраще оповідання (2019) і була номіноване на Премію «Локус» за найкраще оповідання (2019).
На сайті BoingBoing Корі Докторов оцінив оповідання як «прекрасний твір новаторського оповіданства» та «пригожа перлина».